# Plochý design

Plochý vzhled v podání Googlu nazývaný Material Design

Plochý vzhled nebo plochý design (anglicky flat design) je minimalistický styl počítačové grafiky uplatňující se především v oblasti uživatelského rozhraní aplikací a webového designu. Vyznačuje se důrazem na jednoduchost, jednobarevnými plochami, absencí rámečků a jiných členění plochy, důrazem na typografii.
Vzhled se mimo jiné inspiroval tzv. mezinárodním typografickým stylem švýcarské školy po roce 1950 (Max Miedinger a další). Plochý styl v počítačové grafice se začal prosazovat v druhém desetiletí 21. století, zejména jako protiklad tzv. skeumorfismu, realistického vzhledu napodobujícího předměty a prvky z reálného světa. Jako nevýhoda plochého vzhledu se obvykle uvádí neintuivnost, kdy ovládací prvky již svým vzhledem tak jasně nenapovídají způsob užití (tlačítka, přepínače apod.), zatímco názornější podoba by byla výhodnější zejména pro nezkušené uživatele.
Uplatnění plochého vzhledu v operačních systémech:
- vzhled Metro u Microsoft Windows počínají verzí 8 (2012)
- mobilní systém iOS pro iPhone od verze 7 (2013)
- vzhled systému macOS pro počítače Apple od verze Yosemite (2014)
- výchozí vzhled Breeze u KDE Plasma ve verzi 5 (2014)
- vzhled Material Design mobilního systému Android od verze Lollipop (2014)